# ستيفن فيرغسون
ستيفن فيرغسون (بالإنجليزية: Steven Ferguson)‏ (1 أبريل 1982 باسكتلندا في المملكة المتحدة - ) هو لاعب كرة قدم بريطاني في مركز الهجوم. لعب مع توتنهام هوتسبير وتونبريدج أنغلز ونادي ماذرويل ونادي إيست فيف ونادي بروملي ونادي وكينغ وبيليريكاي تاون وThurrock F.C. ‏ وإيه أف سي ويمبلدون وHarlow Town F.C. ‏ وTooting & Mitcham United F.C. ‏.

## وصلات خارجية
- ستيفن فيرغسون على موقع قاعدة بيانات كرة القدم.إي يو (الإنجليزية)
- ستيفن فيرغسون على موقع Soccerbase.com (لاعب) (الإنجليزية)